# Новий Нацпольськ
Новий Нацпольськ (пол. Nowy Nacpolsk) — село в Польщі, у гміні Нарушево Плонського повіту Мазовецького воєводства.
Населення — 83 особи (2011).
У 1975-1998 роках село належало до Цехановського воєводства.

## Демографія
Демографічна структура станом на 31 березня 2011 року:
|          | Загалом | Допрацездатний вік | Працездатний вік | Постпрацездатний вік |
| -------- | ------- | ------------------ | ---------------- | -------------------- |
| Чоловіки | 41      | 12                 | 23               | 6                    |
| Жінки    | 42      | 5                  | 23               | 14                   |
| Разом    | 83      | 17                 | 46               | 20                   |